# Małgorzata Bernadotte
Małgorzata Bernadotte (Margaretha Désirée Victoria; ur. 31 października 1934 w Solnie) – księżniczka szwedzka, najstarsza córka Gustawa Adolfa, syna Gustawa VI Adolfa, oraz jego żony, Sybilli Koburg. Jest siostrą króla Szwecji, Karola XVI Gustawa, oraz kuzynką królowej Danii, Małgorzaty II.

## Biografia

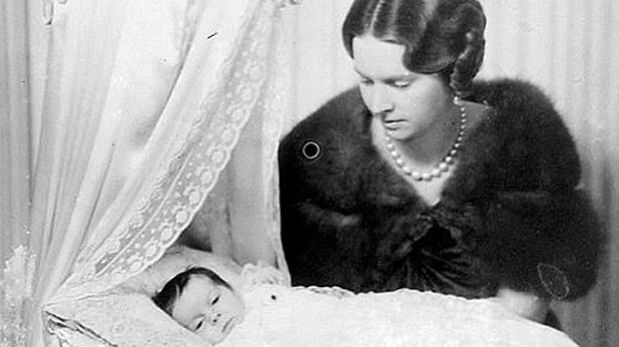
Małgorzata z matką, Sybillą (1934)

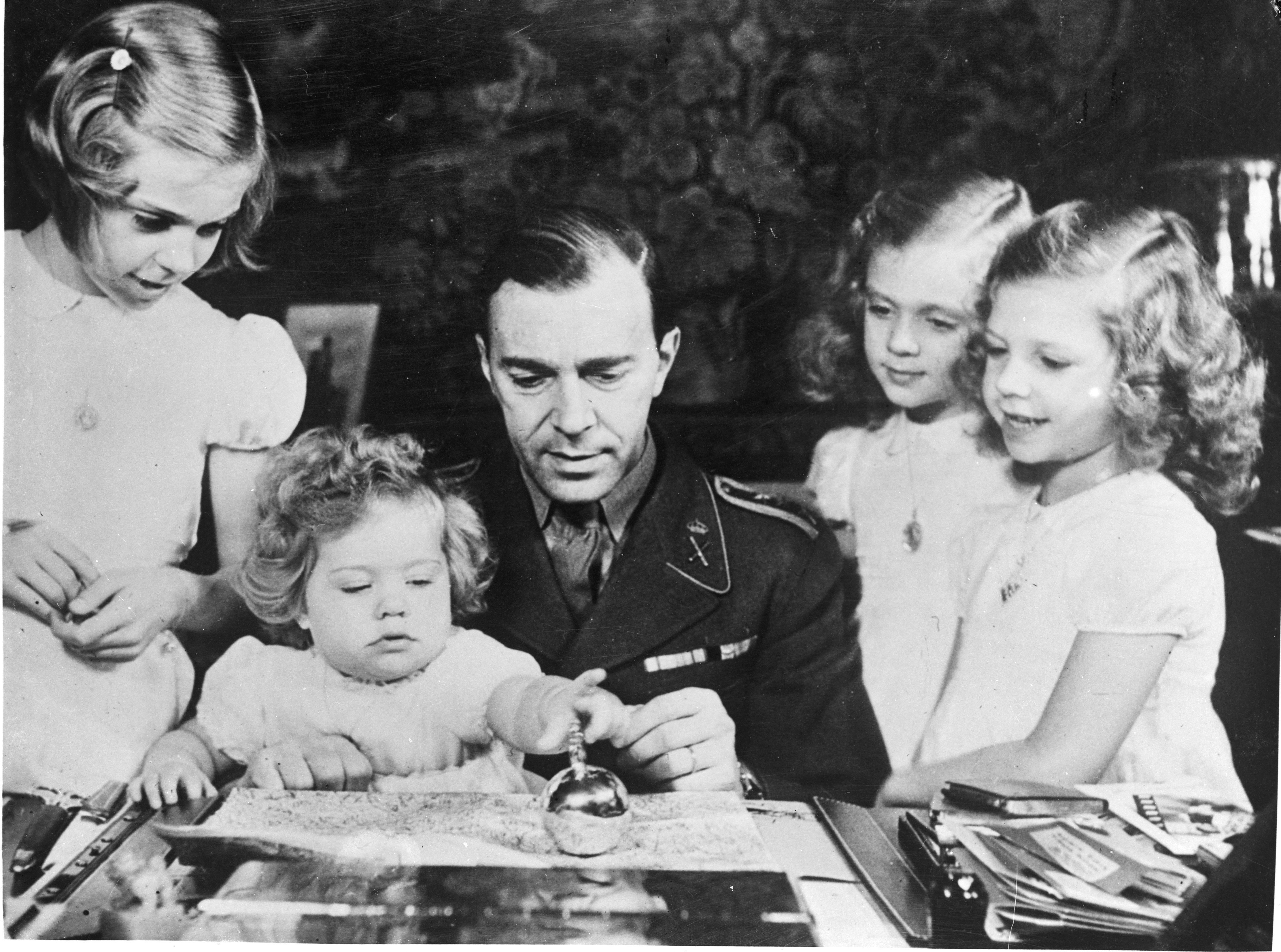
Małgorzata z ojcem i siostrami (1945)

Urodziła się 31 października 1934 w pałacu Haga w Solnie jako najstarsze dziecko syna króla Szwecji, Gustawa VI Adolfa, Gustawa Adolfa, oraz jego żony, Sybilli Koburg. Mimo tego, że była pierworodnym dzieckiem następcy tronu, nigdy nie zajmowała miejsca w linii sukcesji do szwedzkiego tronu – zgodnie z ówcześnie obowiązującymi zasadami sukcesyjnymi. Otrzymała imiona Małgorzata Dezyderia Wiktoria (szw. Margaretha Désirée Victoria); pierwsze imię zyskała po babce, Małgorzacie Connaught (pierwszej żonie Gustawa VI Adolfa), drugie imię otrzymała po Dezyderii Clary (żonie Karola XIV Jana, pierwszego przedstawiciela dynastii Bernadotte na szwedzkim tronie), a trzecie imię zyskała po babce – Wiktorii Adelajdzie ze Szlezwika-Holsztynu, prababce – Wiktorii Badeńskiej, i praprababce – królowej Wielkiej Brytanii, Wiktorii Hanowerskiej.

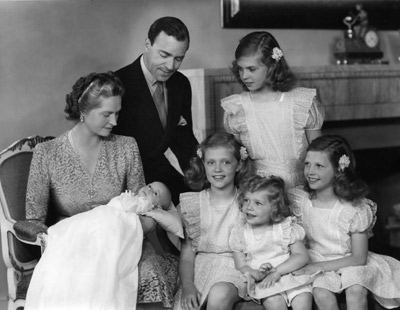
Małgorzata z rodzicami i rodzeństwem (1946)

Ma młodsze rodzeństwo – Brygidę (ur. 19 stycznia 1937), Dezyderię (ur. 2 czerwca 1938), Krystynę (ur. 3 sierpnia 1943) i króla Szwecji, Karola XVI Gustawa (ur. 30 kwietnia 1946). Jest również kuzynką obecnej królowej Danii, Małgorzaty II. Małgorzata i jej siostry – ze względu na to, że mieszkały w pałacu Haga – nazywane były Hagasessorna (pol. Haskie księżniczki). Początkowo odbierała edukację w pałacu Haga, gdzie spędziła dzieciństwo, a następnie uczęszczała do Märthaskolan w Sztokholmie.

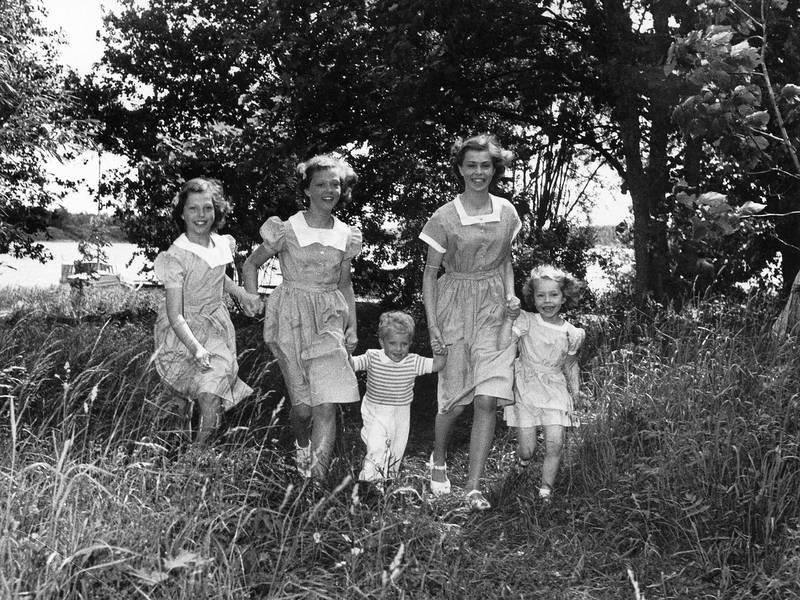
Małgorzata z rodzeństwem (1948)

W latach 50. związała się ze szkockim arystokratą, Robinem Douglasem-Home’em, który był zarazem krewnym przyszłego premiera Wielkiej Brytanii, Aleca Douglasa-Home’a. Mimo spekulacji o planowanym małżeństwie pary do zaręczyn nie doszło. Media sugerowały, że powodem miała być niechęć Sybilli, matki Małgorzaty, do planowanego małżeństwa, jednak ta teoria została zdementowana przez nianię Małgorzaty, Ingrid Björnberg, która w swoich wspomnieniach stwierdziła, że do ślubu pary nie doszło ze względu na to, że to sama księżniczka była temu przeciwna.

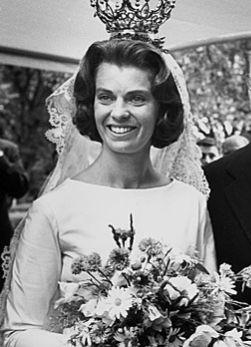
Małgorzata w dniu ślubu (1964)

W 1963 w Wielkiej Brytanii poznała starszego o 10 lat brytyjskiego przedsiębiorcę Johna Kennetha Amblera. 28 lutego 1964 zostały ogłoszone zaręczyny pary. Cztery miesiące później – zgodnie z tradycją – odbył się uroczysty bal przedślubny, który Małgorzata z narzeczonym dzieliła ze swoją młodszą siostrą, Dezyderią, która wychodziła za mąż następnego dnia. Małgorzata i John Ambler pobrali się 30 czerwca 1964. Ceremonia miała miejsce w luterańskim kościele Gärdslösa (szw. Gärdslösa kyrka) na Olandii. Księżniczka nie założyła na ślub tiary Cameo – najpopularniejszej szwedzkiej tiary, noszonej tradycyjnie przez panny młode związane ze szwedzką rodziną królewską. Założyła natomiast welon, który jej matka otrzymała od najmłodszego syna Oskara II, Eugeniusza, który zaś otrzymał go od swojej matki, Zofii Wilhelminy Nassau. Welon ten, podobnie jak tiara Cameo, noszony jest tradycyjnie przez panny młode związane ze szwedzką rodziną królewską – ostatni raz na swój ślub założyła go Wiktoria Bernadotte. Wskutek zawarcia małżeństwa Małgorzata utraciła predykat Jej Królewskiej Wysokości, od tamtego czasu jest tytułowana: księżniczką Małgorzatą, panią Ambler.

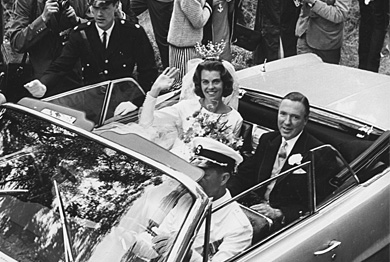
Małgorzata z mężem w dniu ślubu (1964)

Z mężem ma troje dzieci: Sibyllę Louise (ur. 1965), Charlesa Edwarda (ur. 1966) i Jamesa Patricka (ur. 1969). W latach 90. doszło do rozkładu pożycia pomiędzy małżonkami. Nie doszło jednak do rozwodu i związek małżeński przetrwał do 2008, kiedy Małgorzata została wdową.
Mieszka w Wielkiej Brytanii. Nie odgrywa żadnej większej roli w ramach bycia szwedzką księżniczką, bierze jednak udział w wielu rodzinnych uroczystościach: była obecna m.in. na ślubie bratanicy, księżniczki koronnej, Wiktorii, z Danielem Westlingiem.

## Tytulatura
31 października 1934 – 30 czerwca 1964: Jej Królewska Wysokość księżniczka Małgorzata
od 30 czerwca 1964: Księżniczka Małgorzata, pani Ambler

## Odznaczenia
- Order Królewski Serafinów – 1952

## Genealogia
| Prapradziadkowie                                 | król Szwecji i Norwegii Oskar II Bernadotte (1829–1907) ∞ 1857 Zofia Wilhelmina Nassau (1836–1913) | Wielki Książę Badenii Fryderyk I Badeński (1826–1907) ∞ 1856 Ludwika Maria Hohenzollern (1838–1923) | Fryderyk Karol Hohenzollern (1828–1885) ∞ 1854 Maria Anna Anhalt-Dessau (1837–1906)      | Albert Saxe-Coburg-Gotha (1819–1861) ∞ 1840 Królowa Wielkiej Brytanii Wiktoria Hanowerska (1819–1901) | Albert Saxe-Coburg-Gotha (1819–1861) ∞ 1840 Królowa Wielkiej Brytanii Wiktoria Hanowerska (1819–1901) | Jerzy Wiktor Waldeck-Pyrmont (1831–1893) ∞1853 Helena Wilhelmina Nassau (1831–1888)     | Fryderyk Schleswig-Holstein-Sonderburg-Glücksburg (1814–1885) ∞ 1841 Adelajda Krystyna Schaumburg-Lippe (1821–1899)                                   | Fryderyk VIII Schleswig-Holstein (1829–1880) ∞ 1856 Adelajda Wiktoria Hohenlohe-Langenburg (1835–1900)                                                |
| Pradziadkowie                                    | król Szwecji Gustaw V Bernadotte (1858–1950) ∞1881 Wiktoria Badeńska (1862–1930)                   | król Szwecji Gustaw V Bernadotte (1858–1950) ∞1881 Wiktoria Badeńska (1862–1930)                    | Artur Koburg (1850–1942) ∞ 1879 Luiza Małgorzata Hohenzollern (1860–1917)                | Artur Koburg (1850–1942) ∞ 1879 Luiza Małgorzata Hohenzollern (1860–1917)                             | Leopold Koburg (1853–1884) ∞1882 Helena Waldeck-Pyrmont (1861–1922)                                   | Leopold Koburg (1853–1884) ∞1882 Helena Waldeck-Pyrmont (1861–1922)                     | Fryderyk Ferdynand Schleswig-Holstein-Sonderburg-Glücksburg (1855–1934) ∞1885 Karolina Matylda Schleswig-Holstein-Sonderburg-Augustenburg (1860–1932) | Fryderyk Ferdynand Schleswig-Holstein-Sonderburg-Glücksburg (1855–1934) ∞1885 Karolina Matylda Schleswig-Holstein-Sonderburg-Augustenburg (1860–1932) |
| Dziadkowie                                       | Król Szwecji Gustaw VI Adolf Bernadotte (1882–1973) ∞ 1905 Małgorzata Koburg (1882–1920)           | Król Szwecji Gustaw VI Adolf Bernadotte (1882–1973) ∞ 1905 Małgorzata Koburg (1882–1920)            | Król Szwecji Gustaw VI Adolf Bernadotte (1882–1973) ∞ 1905 Małgorzata Koburg (1882–1920) | Król Szwecji Gustaw VI Adolf Bernadotte (1882–1973) ∞ 1905 Małgorzata Koburg (1882–1920)              | Karol Edward Koburg (1884–1954) ∞ 1905 Wiktoria Adelajda Schleswig-Holstein (1885–1970)               | Karol Edward Koburg (1884–1954) ∞ 1905 Wiktoria Adelajda Schleswig-Holstein (1885–1970) | Karol Edward Koburg (1884–1954) ∞ 1905 Wiktoria Adelajda Schleswig-Holstein (1885–1970)                                                               | Karol Edward Koburg (1884–1954) ∞ 1905 Wiktoria Adelajda Schleswig-Holstein (1885–1970)                                                               |
| Rodzice                                          | Gustaw Adolf Bernadotte (1906–1947) ∞ 1932 Sybilla Koburg (1908–1972)                              | Gustaw Adolf Bernadotte (1906–1947) ∞ 1932 Sybilla Koburg (1908–1972)                               | Gustaw Adolf Bernadotte (1906–1947) ∞ 1932 Sybilla Koburg (1908–1972)                    | Gustaw Adolf Bernadotte (1906–1947) ∞ 1932 Sybilla Koburg (1908–1972)                                 | Gustaw Adolf Bernadotte (1906–1947) ∞ 1932 Sybilla Koburg (1908–1972)                                 | Gustaw Adolf Bernadotte (1906–1947) ∞ 1932 Sybilla Koburg (1908–1972)                   | Gustaw Adolf Bernadotte (1906–1947) ∞ 1932 Sybilla Koburg (1908–1972)                                                                                 | Gustaw Adolf Bernadotte (1906–1947) ∞ 1932 Sybilla Koburg (1908–1972)                                                                                 |
| Małgorzata Bernadotte (ur. 31 października 1934) | | |                                                                                          | | |                                                                                         | | |